# Scopus Tecnologia
A Scopus Tecnologia Ltda foi uma empresa de informática brasileira.

## História
Foi fundada em 1975, pela mesma geração de engenheiros que desenvolveu junto à Escola Politécnica da Universidade de São Paulo, o primeiro computador brasileiro.
Na década de 1970, a empresa desenvolveu os primeiros terminais de vídeo nacionais. O fornecimento de terminais tornou-se a principal atividade da empresa nos anos seguintes à sua fundação.
No início da década de 1980, a Scopus já havia se consolidado como fabricante, mas revelava, ainda, uma comercialização própria discreta junto ao setor corporativo. Com o desenvolvimento de um sistema de entrada de dados baseado em microcomputador de 8 bits, a Scopus iniciou o seu ingresso na tecnologia de microinformática.
Em 1984, prevendo que os equipamentos de 16 bits lançados pela IBM seriam adotados como padrão mundial, a Scopus lançou o computador Nexus 1600. Com o surgimento da Linha Nexus, a Scopus liderou o mercado de microcomputadores de 16 bits: 50% do parque instalado no Brasil eram micros Scopus. Também na década de 1980, a Scopus realizou um processo de abertura de capital e passou a ter suas ações negociadas na Bolsa de Valores de São Paulo. Em 1989 o Bradesco assumiu o controle acionário da empresa.
Na década de 1990, a Scopus passou a oferecer serviços na área de tecnologia da informação, como suporte e manutenção às empresas, destacando-se principalmente nas áreas de suporte ao pós-venda, assistência técnica e desenvolvimento e integração de sistemas. A empresa assume gradualmente a manutenção dos equipamentos e sistemas de energia das agências do Bradesco em todo o Brasil, o que a tornou proprietária da maior rede de assistência técnica própria no país.
Em 1995, através do sistema de gestão da qualidade da Scopus recebeu uma certificação NBR ISO 9001 e o mantém até hoje.
Também em 1995 desenvolve para o Bradesco o 1º Internet Banking da América Latina e 5º maior do Mundo.
Em 1996, a empresa desenvolveu para o Bradesco um sistema de transações financeiras via Internet e forneceu suporte no desenvolvimento de sistemas de pagamentos seguros via Internet.
Nos anos 2000 estando presente em todos os Estados Brasileiros, e com capilaridade para atender qualquer um dos mais de 5.500 municípios Brasileiros. Em 2005 com LMS próprio, foi lançado o COL (Cursos on-line) com o objetivo de treinar e disseminar o conhecimento para um grande número de colaboradores em curto espaço de tempo. Os treinamentos podem ser realizados a qualquer horário e de qualquer local, remotamente. E para complemento do treinamento on-line existe também o treinamento presencial, onde os colaboradores colocam em prática tudo o que foi ministrado nos cursos on-line.

### Venda para IBM
Em Julho de 2014 o Bradesco anunciou que a IBM Brasil assumiria a estrutura operacional da Scopus Serviços, companhia de tecnologia do banco, e todos os contratos de suporte e manutenção firmados entre a empresa e seus demais clientes.
O segundo maior banco privado do Brasil também afirmou que as atividades de suporte e manutenção de hardware e software atualmente prestadas ao Banco Bradesco pela controlada Scopus passariam a ser executadas pela IBM.
Em dezembro de 2015, a Scopus Tecnologia (divisão de Serviços) passou a se chamar Proxxi Tecnologia, uma empresa IBM . Já a divisão de soluções continuou a desenvolver aplicações seguras e integradas para negócios online do próprio Bradesco sob o nome de Scopus Soluções em TI.
"Foi uma decisão que o banco tomou de focar em sua atividade principal", disse Minas, acrescentando que a parcela da Scopus que seguirá sob o Bradesco tem cerca de 700 funcionários especialistas em segurança e desenvolvimento de aplicações para mobilidade e Internet. 

### Encerramento das atividades
Em 2019 a Scopus encerrou as suas atividades e todos os funcionários foram absorvidos pelo Bradesco e se tornaram bancários.